# خطة ب (فلم 2019)
خطة ب هو فيلم كوميدي رومانسي كيني نيجيري لعام 2019 تأليف وإخراج وتحرير المخرج النيجيري لولادي. الفيلم من بطولة الممثلة والمنتجة الكينية سارة حسن وكاثرين كاماو كارانجا والممثل النيجيري دانيال إيتيم إيفيونج.
حصل الفيلم على جائزة أفضل فيلم في شرق إفريقيا في حفل توزيع جوائز أفريقيا ماجيك للمشاهدين (AMVCAs).

## الإنتاج
أُنتِج الفيلم بواسطة لولادي بالتعاون مع شركة الفاجيري للإنتاج، وهي شركة إنتاج كينية.

## الحبكة
ذهبت ليزا واويرو (سارة حسن) للشرب في الحانة بعدما انفصل عنها إيثان (لينانا كاريبا) وهناك التقت برجل غريب. قضت ليلة واحدة مع ذاك الغريب وحملت. بعد خمسة أشهر أدركت المصممة المكسورة -ليزا- أن الرجل الذي حملت منه كان الرئيس التنفيذي النيجيري لشركة ديلي كوكر (دانيال إيتيم إيفيونج) في شرق إفريقيا التي مقرها نيروبي. وبمساعدة صديقتها جويس (كاثرين كاماو كارانجا) توصَّلت إلى خطة مثالية لجعل ديلي يعلن مسؤوليته عن الحمل. وبالتأكيد تُعَد هذه الخطة مغيرة لحياتهم جميعًا.

## طاقم العمل
- سارة حسن بدور ليزا
- كاثرين كاماو كارانجا بدور جويس
- دانيال إيتيم إيفيونج بدور ديلي كوكر
- لينانا كاريبا في دور إيثان
- جاستن ميريتشي في دور محامي ديلي
- شانتيل نيسولا في دور مومبي
- زارها قسام بدور سارة
- ماينا وندونجو في دور دكتور
- ماري جاتشيري في دور جدة ليزا
- بيشينس بركة كفتاة ديلي

## إصدار الفيلم
صدر الفيلم في يوم عيد الحب الموافق الجمعة 14 فبراير 2019. عُرِض لأول مرة على قناة NTV (كينيا) في الليلة التي سبقت الإصدار العالمي.

## روابط خارجية
- خطة ب  في قاعدة بيانات الأفلام على الإنترنت (بالإنجليزية)